# Красносюндюковское II городище
Красносюндюковское II городище (Красно-Сундюковское II городище) - археологический памятник, датируется домонгольским временем. Находится в 1,3 км к юго-востоку от с. Красное Сюндюково Ульяновского района Ульяновской области на левом берегу оврага в правобережье р.  Свияги, в 0,8 км от Красносюндюковского I городища. Располагаясь между руслом речки и оврагом, оно было ограждено с напольной стороны двойным рядом рвов и валом между ними. В настоящее время сохранились лишь боковые укрепления по краю оврага.